# Palacio de Gobierno de Michoacán

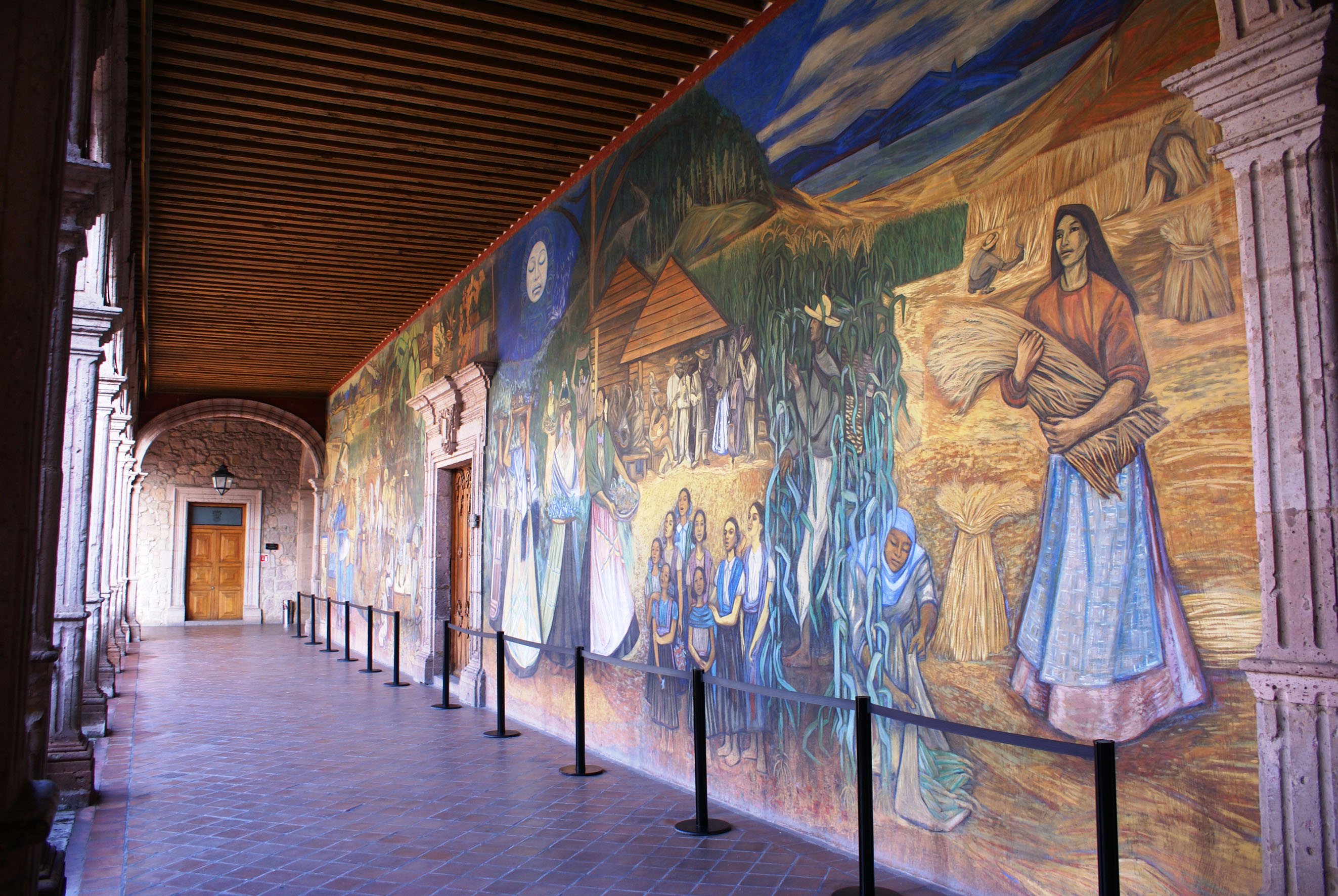
Mural “Gente y paisaje de Michoacán” Alfredo Zalce, 1962.

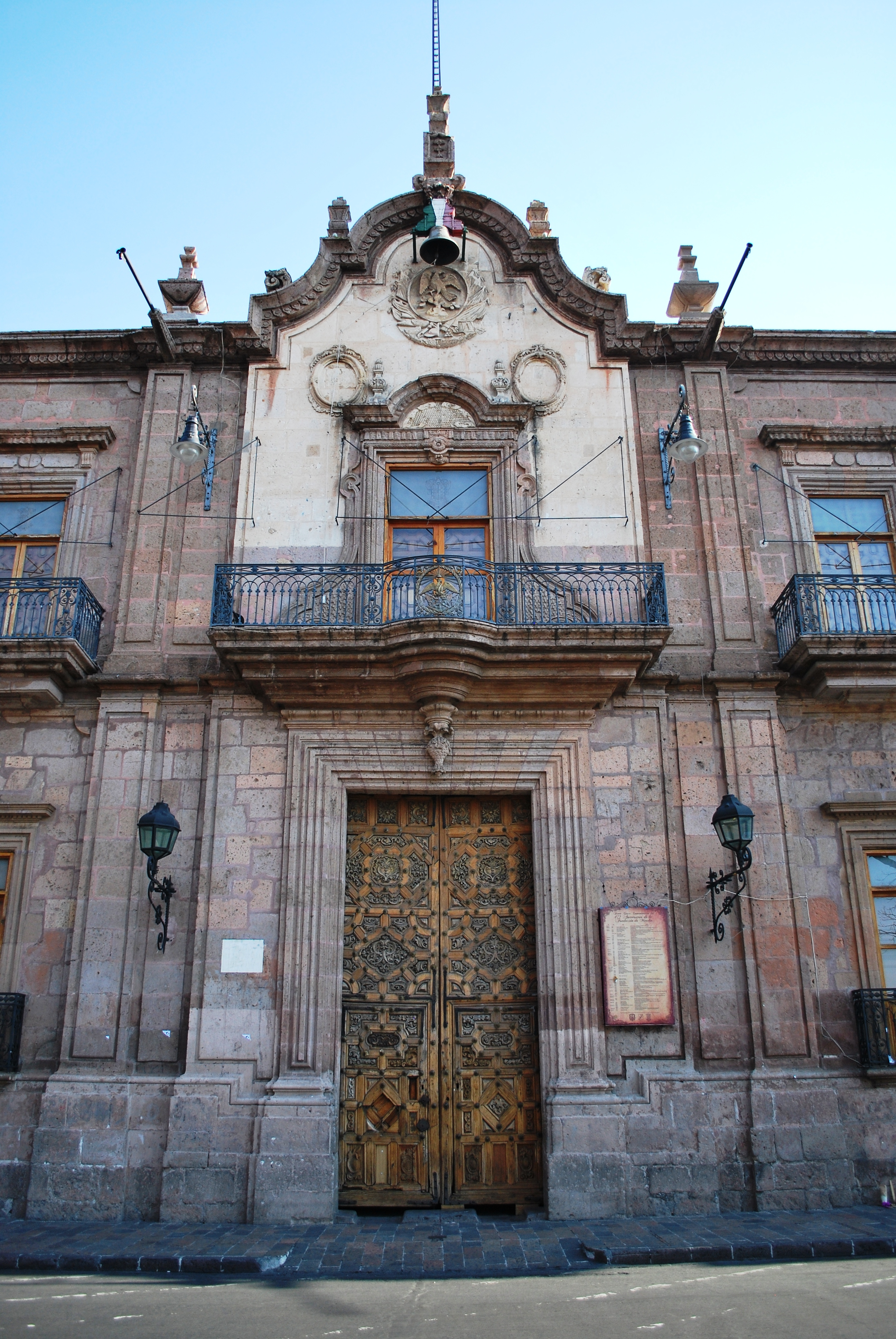
Portada principal

El Palacio de Gobierno de Michoacán, que es sede del poder ejecutivo del estado mexicano de Michoacán de Ocampo, se encuentra en la avenida Madero Poniente, entre las calles de Morelos y Juárez, enfrente de la catedral de Morelia, en pleno corazón de la ciudad. Fue construido entre 1760 y 1770.
El edificio tiene estilo barroco y cuenta con dos niveles y tres patios, cuya fachada frontal es una de las más bellas de la ciudad. También en su interior pueden encontrarse murales del pintor michoacano Alfredo Zalce, a quien ayudó Juan Torres Calderon, en los que retrató escenas de la historia de Michoacán, así como diversos pasajes de la Revolución mexicana.
Originalmente el edificio fue empleado como Seminario Tridentino, desfilando por sus aulas personajes tan importantes como Mariano Michelena, Agustín de Iturbide y José María Morelos y Pavón. A partir del año de 1867 se convirtió en sede del poder ejecutivo del Estado.
- Datos: Q6058017